# 达尔戈-德伯里茨
达尔戈-德伯里茨（德語：Dallgow-Döberitz，德語發音：[ˈdalgoː-døbərɪt͡s]）是德国勃兰登堡州的一个市镇，隶属于哈弗尔兰县。总面积为66.54平方千米，截至2020年总人口为10019人。